# Sven-Göran Eriksson
Sven-Göran Eriksson (Sunne, Suecia, 5 de febrero de 1948-Ib., 26 de agosto de 2024) fue un futbolista y entrenador sueco.
Después de una carrera como jugador sin pretensiones como lateral derecho, Eriksson experimentó un gran éxito en la gestión de clubes entre 1977 y 2001, ganando 18 trofeos con una variedad de clubes en las ligas de Suecia, Portugal e Italia, convirtiéndose en el primer entrenador en ganar un doblete de liga y copa en tres países. En competición europea, ganó tanto la Copa de la UEFA como la Recopa de Europa (la última edición de este último trofeo antes de su abolición), además de llegar a la final de la Copa de Europa.
Posteriormente, Eriksson dirigió las selecciones nacionales de Inglaterra, México, Filipinas y Costa de Marfil, así como dos clubes en Inglaterra. Eriksson ha entrenado en diez países: Suecia, Portugal, Italia, Inglaterra, México, Costa de Marfil, Tailandia, Emiratos Árabes Unidos, China y Filipinas.
Durante su etapa como seleccionador de Inglaterra, hacía tantos cambios en los partidos amistosos que la FIFA creó una regla para restringir el número de sustituciones. Llegó a hacer once cambios en cuatro encuentros distintos: en 2001 contra Holanda, en 2002 contra Italia, en 2003 contra Australia y en 2004 contra Islandia.

## Trayectoria como jugador
Eriksson hizo su debut con el equipo sueco de fútbol de la División 4 Torsby IF a la edad de 16 años. Cambió de club al SK Sifhälla después de mudarse a Säffle para estudiar economía. En 1972, se unió al equipo KB Karlskoga FF de la División 2, donde también trabajó como profesor de educación física en Örebro.
Fue fuertemente influenciado por el jugador-entrenador de Karlskoga, Tord Grip, quien favorecía el estilo de juego inglés que Bob Houghton y Roy Hodgson habían traído al país. Eriksson se retiró del fútbol en 1975 a la edad de 27 años, tras renunciar a su sueño de jugar al fútbol profesional; resumió su breve carrera como jugador diciendo: "Me consideraban un defensor claramente promedio, pero alguien que rara vez cometía errores".

## Trayectoria como entrenador

### Degerfors IF
Tras retirarse como jugador, Eriksson recibió una oferta para convertirse en asistente de Tord Grip en Degerfors. Un año más tarde, Grip fue nombrado subdirector de la selección de Suecia, y Eriksson se convirtió en el director técnico de Degerfors. Su etapa como entrenador duró desde el 1 de enero de 1977 hasta el 31 de diciembre de 1978. Llevó al equipo a los playoffs en 1977 y 1978, ganando este último y ascendiendo a la División 2 de fútbol sueco.

### IFK Göteborg
Su éxito con el asistente del entrenador Tom Chadney a su lado atrajo la atención de clubes mucho más grandes, y Eriksson fue nombrado entrenador del IFK Göteborg el 1 de enero de 1979. El movimiento fue una sorpresa tal que muchos de los jugadores ni siquiera habían oído hablar de él.
Terminaron segundos en la Allsvenskan de 1978 y ganaron la Copa de Suecia por primera vez en la historia del club, derrotando al Åtvidabergs FF por 6-1 en la final. Aunque los resultados habían mejorado, el estilo del equipo no lo hizo popular. Antepuso los resultados al estilo, enfatizó la conciencia táctica y el ritmo de trabajo, y refrenó el antiguo estilo arrogante del equipo.
Como consecuencia, la asistencia media aumentó de 3.000 a 13.320. Al igual que Grip, fue influenciado por Houghton y Hodgson y jugó un 4-4-2 con marcaje zonal y presión fuerte. Göteborg terminó tercero en la temporada de 1980 y segundo nuevamente en 1981. La temporada siguiente, ganó el triplete. El equipo ganó la Liga y el desempate posterior, la Copa Sueca, derrotando al Östers IF 3-2 en la final.
El gran avance internacional de Eriksson se produjo durante la primavera de 1982, cuando llevó al IFK Göteborg a la primera Copa de la UEFA para un club sueco, derrotando al Valencia en los cuartos de final y 1. FC Kaiserslautern en las semifinales. Esperándolos en la final estaba el Hamburgo SV. En el estadio Ullevi de Gotemburgo, Göteborg logró marcar un gol decisivo tardío y se llevó un 1-0 al partido fuera de casa, que ganó 3-0, y con él, la Copa de la UEFA 1981-82 por un marcador global de 4-0. El éxito de su club despertó el interés de otros clubes por sus habilidades, lo que lo llevó a dejar el IFK Göteborg en agosto de 1982.

### Benfica
Sus buenos resultados le permitieron firmar un contrato con el Benfica, donde se incorporó el 1 de septiembre de 1982. Allí ganó dos Ligas, una Copa de Portugal y fue finalista de la Copa de la UEFA. Eriksson luego se mudó a Italia y se convirtió en entrenador de la Roma.

### Roma
Eriksson se incorporó a la Roma el 1 de julio de 1984. No tuvo tanto éxito inmediato en los Giallorossi como lo había tenido antes, pero aun así ganó una Copa Italia con el club en 1986. El sueco dejó el club el 6 de mayo de 1987.

### Fiorentina y regreso al Benfica
Eriksson fue entrenador de la Fiorentina desde el 1 de julio de 1987. La temporada de Eriksson con el club no tuvo trofeos, y regresó al Benfica para una segunda temporada en 1989. El sueco llevó al equipo portugués a la final de la Copa de Campeones de Europa 1989-90 (perdiendo ante el Milan por 1-0) en 1990, y otro título de Primera División en 1991. Eriksson dejó el club en junio de 1992.

### Sampdoria
En julio de 1992, Eriksson regresó a Italia para dirigir Sampdoria, donde logró ganar otra Copa Italia en 1994. A diferencia de su predecesor, Vujadin Boškov, introdujo un sistema defensivo que se basaba en marcar por zonas en lugar de marcar al hombre. Se fue en junio de 1997.

### Lazio
En diciembre de 1996, Eriksson acordó dejar la Sampdoria al final de la temporada para dirigir el Blackburn Rovers. En febrero de 1997, sin embargo, se retractó de su palabra y optó por quedarse en Italia y convertirse en el nuevo entrenador de la Lazio, a partir del 1 de julio de 1997.
Eriksson empleó a su compañero sueco Tord Grip como su asistente. Eriksson finalmente encontró un gran éxito en Italia con la Lazio cuando ganó la Copa Italia y la Supercopa de Italia en 1998 y 2000, la Recopa de Europa (1999) y el título de la Serie A (el Scudetto) en la 2000, solo la segunda vez que el club romano había ganado el Campeonato italiano en su historia.

### Selección de Inglaterra
Tras la dimisión del entrenador Kevin Keegan después de una derrota ante Alemania en octubre de 2000, la Asociación Inglesa de Fútbol buscó a Eriksson como su reemplazo. En un principio, había accedido inicialmente a hacerse cargo después de la expiración de su contrato en junio de 2001, pero decidió renunciar a su cargo antes de tiempo en Lazio, y comenzó oficialmente sus funciones en Inglaterra en enero de ese año. Eriksson fue el primer entrenador no británico en ser nombrado entrenador del equipo nacional de fútbol de Inglaterra.

##### Mundial 2002
Eriksson dio la vuelta a la apuesta de Inglaterra por la clasificación para el Mundial del 2002, con varias victorias cruciales sobre oponentes menores, antes de su primera prueba real: la revancha de Inglaterra con Alemania en Múnich el 1 de septiembre de 2001. Inglaterra derrotó a su rivales desde hace mucho tiempo por 5-1. A pesar de esto, Inglaterra todavía necesitó de un empate tardío en casa ante Grecia para clasificarse automáticamente.
En el Mundial, Inglaterra empató con Suecia, derrotó a sus otros rivales de toda la vida Argentina por 1-0 y empató con Nigeria para clasificarse en segundo lugar del grupo de cuatro equipos. Luego derrotaron a Dinamarca por 3-0 en los octavos de final, antes de perder 2-1 ante Brasil, que ganaría el torneo posteriormente.

##### Eurocopa 2004
Después de ganar su primer partido de clasificación ante Eslovaquia, Inglaterra empató en casa con Macedonia del Norte y luego fue abucheada por sus fanáticos después de perder un amistoso ante Australia. Inglaterra, sin embargo, ganó sus siguientes cinco partidos de clasificación y, necesitando un punto del último partido para clasificarse, empató 0-0 en Turquía para encabezar el grupo.
En su primer partido en la Eurocopa 2004, Inglaterra ganaba 1-0 contra Francia en los 90 minutos, pero terminaría perdiendo después de que Zinedine Zidane anotara dos veces en el tiempo de descuento. Sin embargo, una victoria por 3-0 sobre Suiza y una victoria por 4-2 sobre Croacia significó que los ingleses clasificaran para los cuartos de final contra los anfitriones Portugal. Allí, Michael Owen le dio a Inglaterra una ventaja temprana solo para que Hélder Postiga empatara. Luego, a Inglaterra le anularon un gol de Sol Campbell para luego perder finalmente en los penaltis.

##### Mundial 2006
Independientemente de la antipatía hacia Eriksson expresada por algunos medios ingleses, el equipo de Inglaterra profesaba confianza en él y, en julio de 2004, amenazó con hacer huelga durante una campaña impulsada por los medios para expulsarlo. La FA renovó y amplió el contrato de Eriksson por dos años más hasta la finalización de la Eurocopa 2008. El 7 de septiembre de 2005, el equipo de Inglaterra perdió un partido de clasificación para la Copa Mundial contra Irlanda del Norte por 1-0, la primera vez que Inglaterra perdió ante dicho país desde 1972.
Aunque fue la primera derrota de Inglaterra en un partido de clasificación para la Copa del Mundo o el Campeonato de Europa con Eriksson, puso su posición bajo presión y fue criticado, tanto por algunos aficionados como por comentaristas de la BBC, por su supuesta falta de carisma y conciencia táctica. Las críticas continuaron cuando Inglaterra logró una victoria por 1-0 sobre Austria, en un partido en el que David Beckham fue expulsado de manera controvertida. Sin embargo, algunas de las críticas de los medios fueron respondidas, ya que Inglaterra tuvo un desempeño mucho mejor, a pesar de la ausencia de Beckham por sanción y de Sol Campbell y Steven Gerrard por lesión, en una victoria por 2-1 contra Polonia.
En enero de 2006, se grabó a Eriksson diciendo que estaría dispuesto a dejar Inglaterra para dirigir el Aston Villa si Inglaterra ganaba la Copa del Mundo, después de haber sido engañado haciéndole creer que un árabe rico compraría el club y quería él como entrenador. El rico "árabe" era de hecho el "Falso Jeque" Mazher Mahmood, un reportero encubierto de News of the World.
El 23 de enero, la FA anunció que Eriksson dejaría su trabajo después de la Copa del Mundo 2006, y se pensó que las acusaciones de "News of the World" jugaron un papel en esta decisión. Esto fue negado más tarde por ambas partes, y Eriksson explicó que había un acuerdo previo para rescindir su contrato inmediatamente después de la Copa del Mundo.
Inglaterra terminó en la cima del Grupo B, venciendo a Paraguay y Trinidad y Tobago, antes de un empate 2-2 con Suecia, aunque la prensa inglesa consideraron sus actuaciones lejos de ser satisfactorias. En la segunda ronda, un tiro libre característico de Beckham fue suficiente para que la Inglaterra de Eriksson superara a Ecuador en un deslucido encuentro por 1-0. Eriksson, sin embargo, volvió a caer ante Portugal de su némesis Luiz Felipe Scolari. Fueron derrotados por 3-1 en los penales luego de igualar 0-0 en la prórroga, con Beckham lesionado y Wayne Rooney expulsado por pisotear a Ricardo Carvalho. El resultado fue la tercera salida consecutiva de Eriksson en los cuartos de final de un torneo importante. En su discurso de despedida, Eriksson le deseó lo mejor a Inglaterra y destacó a Rooney como un elogio especial, y aconsejó a la prensa que no culpe al despido del joven por la salida de Inglaterra.

### Manchester City
En julio de 2007, se convirtió en el entrenador del Manchester City, después de firmar un contrato de tres años por valor de £ 2 millones por año, más bonificaciones. Fue el primer técnico del City fuera del Reino Unido y el primer técnico sueco en la Premier League.
El club se mantuvo entre los seis primeros durante el resto de 2007 y fue tercero durante octubre y noviembre, pero cayó al séptimo el 12 de enero de 2008 después de ganar solo uno de sus cinco juegos anteriores. El Manchester City terminó en noveno lugar en la liga, a un lugar de las posiciones de clasificación de la Copa de la UEFA 2008-09. Posteriormente, el City se clasificó a través del lugar extra otorgado a la Premier League por terminar como el equipo mejor clasificado que aún no se había clasificado para una competencia europea en la UEFA Fair Play League para 2007-08.
Sin embargo, el 2 de junio de 2008 fue despedido por los malos resultados cosechados en la temporada 2007-2008 (9.º puesto), aunque había logrado clasificar al equipo inglés a la Copa de la UEFA por juego limpio. El 2 de junio de 2008, el Manchester City confirmó mediante un comunicado que se habían separado de Eriksson por "mutuo consentimiento", ya que al sueco aún le quedaban dos años de contrato. Tras la noticia de su marcha, las peñas del City organizaron una petición con unas 14.000 firmas que fue entregada al club.

### Selección de México
Al día siguiente, el 3 de junio del 2008, Sven-Göran Eriksson fue nombrado como director técnico de la selección mexicana. El 20 de agosto de 2008, debutó como técnico ante Honduras, ganando por 2-1. En los siguientes partidos, algunos resultados fueron malos, ya que México empató con la selección de Canadá y perdió ante Jamaica y Honduras en la clasificación al Mundial 2010. 
El 11 de febrero de 2009, Eriksson se vio sometido a más presión cuando su equipo perdió 2-0 ante la selección de los Estados Unidos. Los fanáticos pretendían que renuncie o sea despedido, mientras que se rumoreaba que el club inglés  Portsmouth estaba interesado en convertirlo en su nuevo entrenador. Este vínculo se fortaleció con informes de miembros de la directiva de Portsmouth que viajaron a la Ciudad de México para discutir ofertas de contrato con Eriksson y un posible acuerdo de compensación con la Federación Mexicana de Fútbol.
El 3 de marzo de 2009, Eriksson siguió negando que dejaría México y volvería a dirigir el Portsmouth, insistiendo en que se quedaría y ayudaría a México a clasificarse para la Copa del Mundo. Después de una derrota por 3-1 en la clasificación en Honduras, Eriksson fue destituido como entrenador de la selección nacional el 2 de abril del mismo año.

### Notts County
Tras eso, fue director deportivo del Notts County Football Club de la Football League Two en la temporada 2009-2010, luego de la adquisición de ese club por parte del Munto Finance con Eriksson obteniendo un acuerdo informado, pero no confirmado, de £2 millones por año. Se cree que su contrato se basó en el éxito futuro del club con un gran porcentaje de participación en su contrato.
Eriksson dijo más tarde que se sintió atraído por los planes del consorcio de llevar al club de liga más antiguo del mundo a la cima de la Premier League y creía que tenían la financiación y el compromiso para hacerlo. Se prometieron inversiones a gran escala en nuevas instalaciones, y Sol Campbell y Kasper Schmeichel se unieron al club de los equipos de la Premier League. Campbell, sin embargo, jugó solo un juego antes de partir y Schmeichel fue liberado al final de la temporada.
Las grandes deudas del County, incluida una factura de impuestos impaga, surgieron en noviembre de 2009. El 11 de febrero de 2010, Eriksson renunció como director de fútbol tras la adquisición del club por parte del expresidente del Lincoln City Ray Trew. Eriksson renunció a un pago multimillonario para ayudar en la adquisición, que el presidente Trew describió como el acto de un "absoluto caballero". Notts County ascendió como campeón de la League Two al final de la temporada.

### Selección de Costa de Marfil
El 28 de marzo de 2010, Eriksson se convirtió en el entrenador de la selección nacional de Costa de Marfil. Nunca se ha confirmado la divulgación de la cantidad de dinero que valía su contrato, pero se informó que recibió £270,000 por aceptar el trabajo. El 15 de junio, Costa de Marfil empató 0-0 contra Portugal en su primer partido en el Grupo G de la Copa Mundial 2010, seguido de una derrota por 3-1 contra Brasil el 20 de junio.
A pesar de derrotar a Corea del Norte en el último partido del grupo por 3-0, los africanos no se clasificaron para las etapas eliminatorias. Antes del partido contra Brasil, el entrenador brasileño Dunga comentó: "Con Eriksson, Costa de Marfil tiene un gran equilibrio. Solíamos verlos jugar y no tenían este tipo de organización que tienen ahora". Como no hubo negociaciones informadas de una extensión del contrato de Eriksson entre su agente y la Federación Marfileña de Fútbol, su contrato finalizó el 25 de junio.

### Leicester City

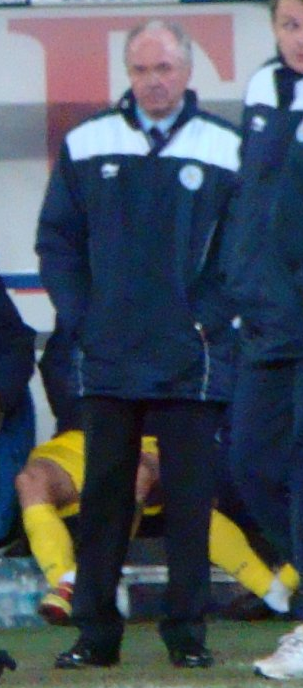
Eriksson mientras era entrenador del Leicester City

Eriksson fue nombrado entrenador del Leicester City el 3 de octubre de 2010, cuando los Foxes se encontraban en la zona de descenso del Championship. No obstante, en diciembre de 2010 se anunció que Eriksson negó las conversaciones para convertirse en el nuevo entrenador del Blackburn Rovers, luego de la salida de Sam Allardyce, afirmando que estaba feliz dirigiendo Leicester.
Impulsado por los fichajes de jugadores como Kyle Naughton y más tarde Yakubu, los resultados mejoraron constantemente con Eriksson a medida que Leicester gradualmente comenzó a subir en la tabla, hasta que una buena racha en el nuevo año vio a Leicester ganar siete de sus primeros ocho partidos de liga de 2011, y también llevar a los retadores y eventuales ganadores de la copa Manchester City al replay de la FA Cup.
El 18 de febrero de 2011, después de un gol ganador en el tiempo de descuento de Martyn Waghorn en casa ante el Bristol City, Leicester había subido al séptimo lugar en la tabla y a solo un punto de un lugar en los play-offs. La forma de Leicester, sin embargo, comenzó a tartamudear ya que ganaron solo dos de sus siguientes once juegos. Los Foxes terminaron terminando la temporada en décima posición.
Sin embargo, en la siguiente temporada, después de trece partidos, Eriksson dejó el club de mutuo acuerdo el 25 de octubre de 2011, con los Foxes sentados en la decimotercera posición de la liga, a dos puntos de una posición de play-off.

### Período como director técnico
En una entrevista con Yorkshire Radio el 8 de febrero de 2012, el presidente del club del Leeds United, Ken Bates, reveló que Eriksson había solicitado el puesto vacante de entrenador en el club después del despido de Simon Grayson. Bates continuó afirmando que su solicitud no tuvo éxito. El 3 de septiembre de 2012, Eriksson fue presentado como director técnico del BEC Tero Sasana, un equipo de la Thai Premier League.
El 17 de noviembre de 2012, los medios noruegos informaron que Eriksson estaba en conversaciones con Vålerenga, sobre la posibilidad de hacerse cargo del puesto de entrenador que pronto estará disponible para el club con sede en Oslo. El 21 de noviembre se celebró una reunión entre las dos partes en Oslo, pero no se llegó a ningún acuerdo. En diciembre, las negociaciones entre Eriksson y la Federación de Fútbol de Ucrania, que le habían ofrecido el puesto de entrenador de la selección nacional de fútbol de Ucrania, no dieron fruto.
El 21 de enero de 2013, Eriksson se convirtió en director técnico del club con sede en Dubái Al-Nasr SC de la UAE Pro League.

### China

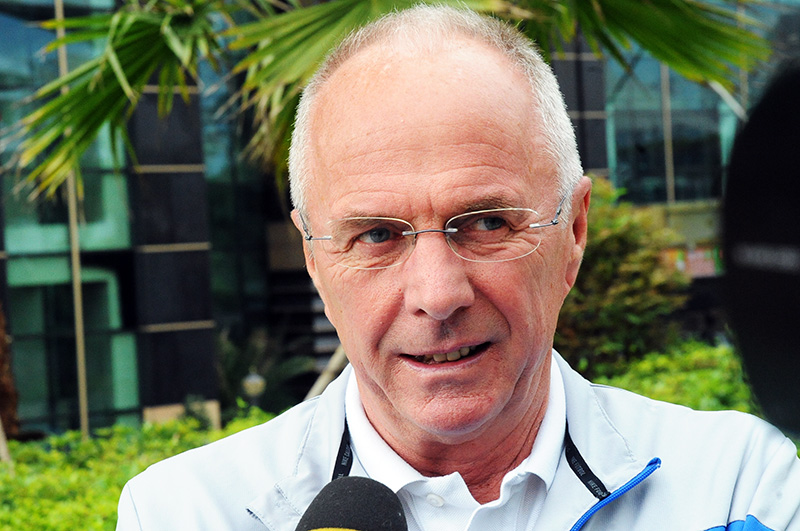
Eriksson en China, 2014

#### Guangzhou R&F
El 4 de junio de 2013, Guangzhou R&F, un club que milita en la Super Liga China, anunció que Eriksson había sido nombrado como director técnico hasta diciembre de 2014. Se cree que cobró unos 2 millones de libras anuales por este trabajo y se enfrentó al exentrenador de Italia Marcello Lippi en los derbis de la ciudad. Llevó al equipo asiático al 3.er puesto en el campeonato, clasificándolo por primera vez en su historia para la Liga de Campeones de la AFC. Dejó al club el 10 de noviembre de 2014, tras un desacuerdo en las negociaciones para ampliar su contrato.

#### Shanghái SIPG
Poco después, fichó por otro equipo chino, el Shanghái SIPG y firmó un contrato con duración de dos años. Llevó al club a terminar subcampeón en la temporada de 2015 y se clasificó para la Liga de Campeones de la AFC por primera vez.  Bajo su mandato, Shanghái SIPG avanzó a los cuartos de final en su debut en la Liga de Campeones de la AFC y aseguró un lugar en la Liga de Campeones de la AFC 2017 al terminar tercero en la temporada 2016. Sin embargo, Eriksson fue criticado por su juego táctico único y por no dar oportunidades a los jóvenes talentos durante su mandato en SIPG. Fue reemplazado por André Villas-Boas el 4 de noviembre de 2016.

#### Shenzhen Football Club
El 5 de diciembre de 2016, sustituyó a Clarence Seedorf al frente del Shenzhen Football Club de la Primera Liga China. Ganó sus primeros seis partidos de la temporada de 2017, incluidos cinco partidos de liga y un partido de la Copa FA. Sin embargo, Eriksson fue despedido el 14 de junio de 2017, luego de una racha de nueve juegos sin ganar.

### Selección de Filipinas
El 27 de octubre de 2018, fue confirmado como nuevo seleccionador de Filipinas en un contrato de seis meses. Fue recomendado para el puesto por el entrenador interino Scott Cooper, quien asumió el cargo después de la dimisión de Terry Butcher en agosto; Eriksson y Cooper trabajaron juntos anteriormente para el club inglés Leicester City.
En octubre de 2018, Eriksson se reunió con los jugadores filipinos durante su campo de entrenamiento en Catar. La Copa Suzuki AFF 2018 fue su primer torneo oficial. Con victorias sobre Singapur y Timor Oriental, y empates con Tailandia y Indonesia, Filipinas terminó en segundo lugar en el Grupo B. Sin embargo, Filipinas fue derrotado por los eventuales campeones Vietnam en un global de 4-2 en las semifinales de ida y vuelta.
Luego, a Eriksson se le encargó liderar a Filipinas en la Copa Asiática 2019, la primera aparición del equipo en el torneo. Perdieron su primer partido de grupo por 1-0 ante Corea del Sur. A esto le siguió una derrota por 3-0 ante China, que fue dirigida por su Marcello Lippi. Filipinas terminó su campaña en la Copa Asiática con una derrota por 3-1 ante la selección nacional de fútbol de Kirguistán, donde el gol de consolación de Stephan Schröck fue el primer y único gol del país en el torneo.
Después del debut sin victorias de Filipinas en la Copa Asiática, Eriksson terminó su mandato como entrenador de la selección nacional. Sin embargo, continuaría sirviendo como consultor.

## Vida privada
Eriksson se casó con Ann-Christine Pettersson en julio de 1977, divorciándose en 1994. La pareja tuvo dos hijos en común.
En mayo de 1998, Nancy Dell'Olio conoció a Eriksson y comenzaron una relación seis meses después. En 2001, se trasladaron a Londres. A principios de 2002, Eriksson tuvo un romance con la presentadora de televisión Ulrika Jonsson, pero no se separó de Dell'Olio. En agosto de 2004, nuevamente Eriksson incurrió en la infidelidad al mantener un romance con Faria Alam, una exmodelo y empleada de la Asociación Inglesa de Fútbol. Pese a ello, la pareja de Eriksson y Dell'Olio se separó recién en agosto de 2007.
La autobiografía de Eriksson, My Story, se publicó en noviembre del 2013.
En octubre de 2016, Eriksson anunció que emprendería acciones legales contra el periodista Mazher Mahmood basándose en que la historia de News of the World que publicó en enero de 2006 le había costado el puesto en Inglaterra.
El 11 de enero de 2024, Eriksson anunció que padecía cáncer de páncreas y que le quedaba aproximadamente un año de vida. El 23 de marzo dirigió al Liverpool en un partido de leyendas contra el Ajax.
Murió en su casa de Björkefors, cerca de Sunne, Suecia, la mañana del 26 de agosto de 2024, a la edad de 76 años, a consecuencia del cáncer de páncreas que se le detectó a principios de este mismo año.

## Clubes

### Como jugador
| Club               | País   | Año       |
| ------------------ | ------ | --------- |
| Torsby IF          | Suecia | 1966-1971 |
| SK Sifhäla         | Suecia | 1971-1972 |
| KB Karlskoga       | Suecia | 1972-1973 |
| Västra Frölunda IF | Suecia | 1973-1975 |

### Estadísticas como entrenador
| Equipo *            | País            | Desde | Hasta | Estadísticas | Estadísticas | Estadísticas | Estadísticas | Estadísticas |
| Equipo *            | País            | Desde | Hasta | P            | G            | E            | P            | % v.         |
| ------------------- | --------------- | ----- | ----- | ------------ | ------------ | ------------ | ------------ | ------------ |
| Degerfors IF        | Suecia          | 1977  | 1978  |              |              |              |              |              |
| IFK Göteborg        | Suecia          | 1979  | 1982  | 100          | 51           | 32           | 17           | 51           |
| SL Benfica          | Portugal        | 1982  | 1984  | 60           | 46           | 11           | 3            | 76,66        |
| AS Roma             | Italia          | 1984  | 1987  | 90           | 41           | 26           | 23           | 45,55        |
| AC Fiorentina       | Italia          | 1987  | 1989  | 64           | 21           | 20           | 23           | 32,81        |
| SL Benfica          | Portugal        | 1989  | 1992  | 106          | 72           | 26           | 8            | 67,92        |
| UC Sampdoria        | Italia          | 1992  | 1997  | 170          | 71           | 52           | 47           | 41,76        |
| SS Lazio            | Italia          | 1997  | 2001  | 136          | 78           | 32           | 26           | 57,35        |
| Selección inglesa   | Inglaterra      | 2001  | 2006  | 67           | 40           | 17           | 10           | 59,7         |
| Manchester City     | Inglaterra      | 2007  | 2008  | 45           | 19           | 11           | 15           | 42,22        |
| Selección mexicana  | México          | 2008  | 2009  | 13           | 6            | 1            | 6            | 46,15        |
| Selección marfileña | Costa de Marfil | 2010  | 2010  | 5            | 2            | 2            | 1            | 40           |
| Leicester City      | Inglaterra      | 2010  | 2011  | 49           | 22           | 12           | 15           | 44,89        |
| Guangzhou R&F       | China           | 2013  | 2014  | 51           | 26           | 10           | 15           | 50,98        |
| Shanghái SIPG       | China           | 2014  | 2016  | 76           | 42           | 20           | 14           | 55,26        |
| Shenzhen FC         | China           | 2016  | 2017  | 15           | 6            | 5            | 4            | 40           |
| Selección Filipina  | Filipinas       | 2018  | 2019  | 9            | 2            | 2            | 5            | 29,63        |

(*) Incluye selecciones nacionales.

## Palmarés

### Torneos nacionales
| Título                | Club         | País     | Año     |
| --------------------- | ------------ | -------- | ------- |
| Copa Sueca            | IFK Göteborg | Suecia   | 1979    |
| Liga Sueca            | IFK Göteborg | Suecia   | 1981    |
| Copa Sueca            | IFK Göteborg | Suecia   | 1982    |
| Liga Sueca            | IFK Göteborg | Suecia   | 1982    |
| Liga Portuguesa       | SL Benfica   | Portugal | 1983    |
| Copa de Portugal      | SL Benfica   | Portugal | 1983    |
| Liga Portuguesa       | SL Benfica   | Portugal | 1984    |
| Copa de Italia        | AS Roma      | Italia   | 1986    |
| Supercopa de Portugal | SL Benfica   | Portugal | 1989    |
| Liga Portuguesa       | SL Benfica   | Portugal | 1991    |
| Copa de Italia        | UC Sampdoria | Italia   | 1994    |
| Copa de Italia        | SS Lazio     | Italia   | 1998    |
| Supercopa Italiana    | SS Lazio     | Italia   | 1998    |
| Copa de Italia        | SS Lazio     | Italia   | 2000    |
| Serie A               | SS Lazio     | Italia   | 1999-00 |
| Supercopa Italiana    | SS Lazio     | Italia   | 2000    |

### Torneos internacionales
| Título                      | Club         | Sede             | Año  |
| --------------------------- | ------------ | ---------------- | ---- |
| Copa de la UEFA             | IFK Göteborg | Alemania Federal | 1982 |
| Recopa de Europa de la UEFA | SS Lazio     | Inglaterra       | 1999 |
| Supercopa de Europa         | SS Lazio     | Mónaco           | 1999 |